# Tilsia Varela
Tilsia Carolina Varela La Madrid (Maracaibo, Venezuela, 1994), es una ajedrecista venezolana. En 2013 se le otorgó el título de Maestra Internacional Femenina.

## Carrera
Ha representado a Venezuela en varias Olimpiadas de Ajedrez, incluyendo en 2012, donde puntuó 3½/7 en el tablero cuatro, 2014 (6/8 como primera reserva) y 2016 (4/9 en el tablero tres).
Se clasificó para el Campeonato Mundial de Ajedrez Femenino de 2021, donde compitió con Pauline Guichard en un desempate antes de ser derrotada 2½-1½ en la primera ronda.